# Wielki Pałac w Konstantynopolu

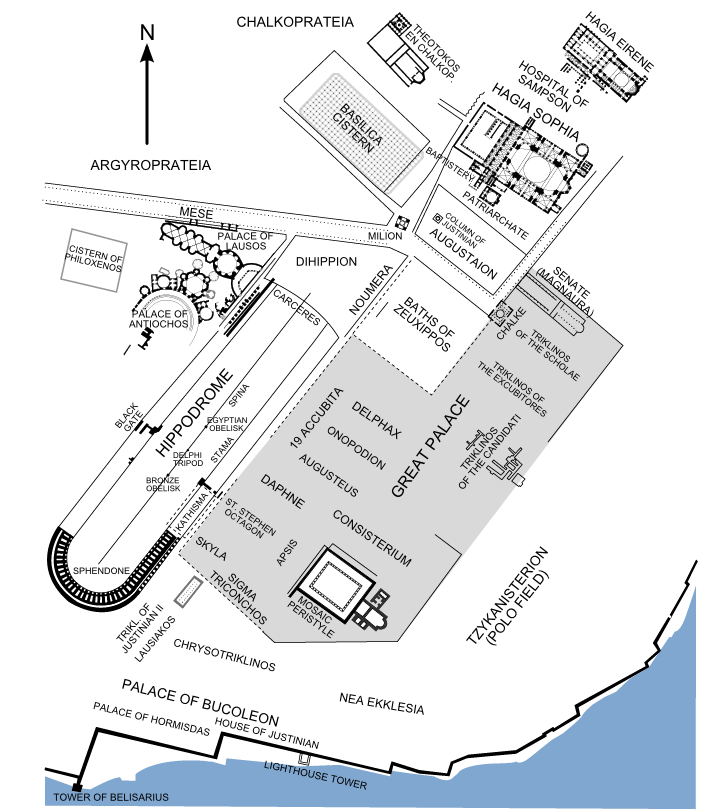
Kompleks Wielkiego Pałacu (zaznaczony na szaro) wraz z przylegającymi doń budynkami

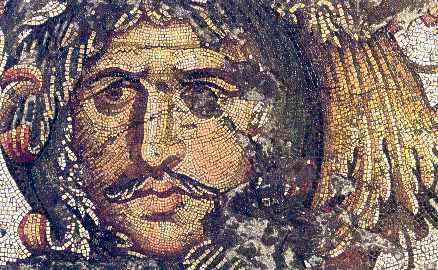
Fragment zachowanej mozaiki z Pałacu

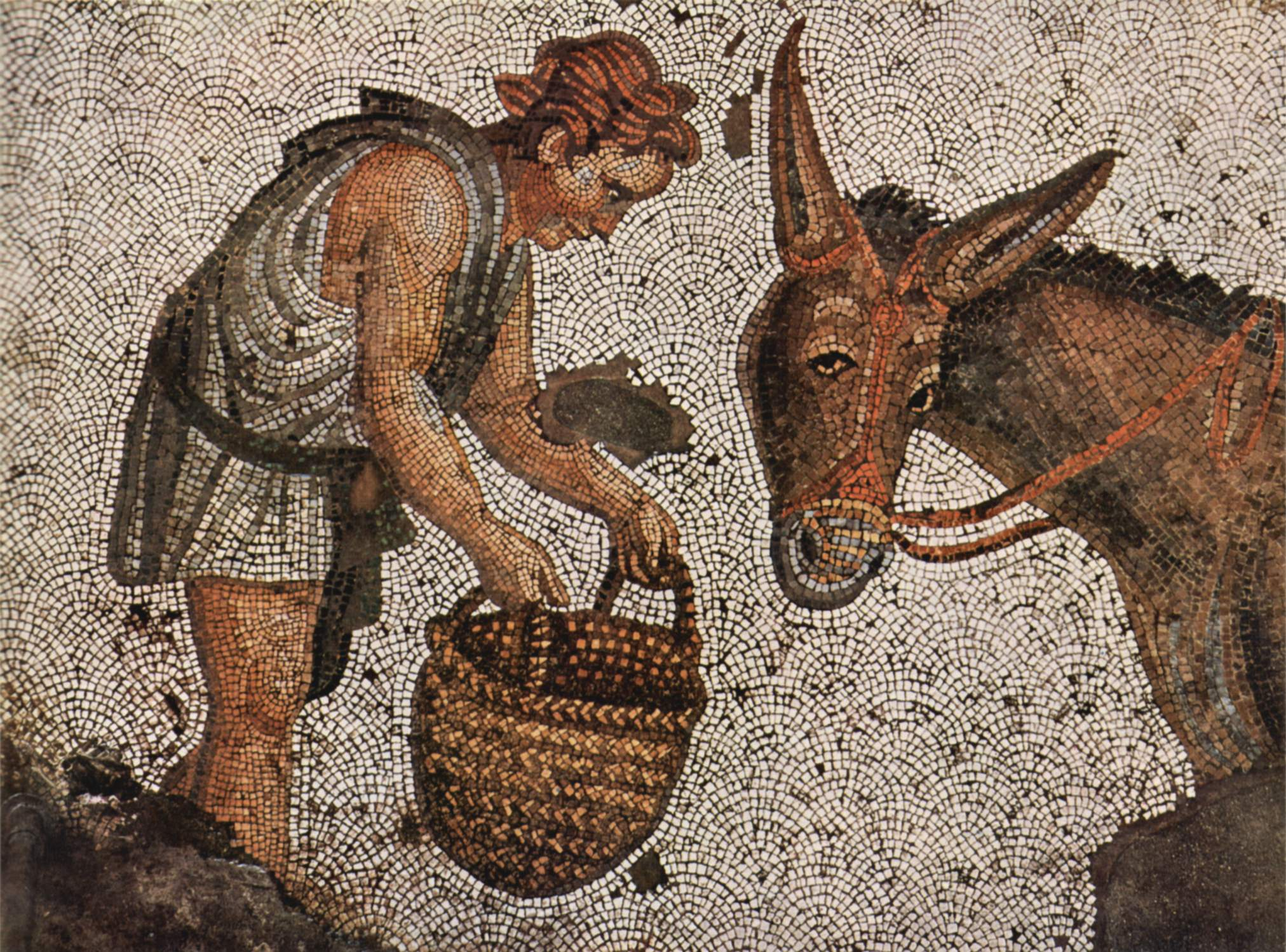
Fragment zachowanej mozaiki z Pałacu

Wielki Pałac w Konstantynopolu (gr: Μέγα Παλάτιον), znany także pod nazwą Święty Pałac (gr: Ιερόν Παλάτιον, łac: sacrum palatium) – pałac cesarski położony na południowo-wschodnim krańcu miasta nad Propontydą i cieśniną Bosfor. Dzielnica, w której znajdował się pałac nosiła nazwę Bukoleon, od stojących tam ogromnych posągów byka i lwa. W XI wieku nazwę tę nadano także samemu kompleksowi Wielkiego Pałacu.

## Przeznaczenie Pałacu
Pałac służył jako główna siedziba cesarzy bizantyjskich od roku 330 do 1081 i był centrum cesarskiej administracji przez ponad 800 lat. Kompleks stracił funkcję faktycznej rezydencji cesarskiej za panowania cesarza Aleksego I. Jednakże aż do 1204 pozostawał on oficjalną rezydencją władców.

## Budowa i charakter Pałacu
Jego budowę rozpoczął cesarz Konstantyn Wielki. Później, aż do epoki Komnenów prawie każdy cesarz powiększał czy przebudowywał kompleks pałacowy.
Wielki Pałac nie stanowił jednego budynku, lecz ogromny kompleks obiektów o różnym przeznaczeniu. Prowadziło tam kilka bram, centralne wejście prowadziło przez bramę o nazwie Chalke, za którą wznosił się pałac Magnaura. Za nim znajdowały się pomieszczenia gwardii pałacowej. Tuż obok znajdował się pałac Dafne ze słynnymi salami:
- Augusteus (do VI wieku sala tronowa, później miejsce koronacji cesarzowych),
- Sala Dziewiętnastu Łóż (odbywały się tu wielkie bankiety wydawane przez cesarzy),
- Konsistorium (miejsce zebrań zwoływanych przez cesarza dygnitarzy i senatorów).

Dalej, za pałacem Dafne, znajdował się właściwy Święty Pałac, gdzie znajdowały się komnaty cesarza. Niedaleko wybudowano szatnie cesarskie, skarbiec oraz Komnatę Purpurową i salę porodową cesarzowych (Porfirowa Komnata).
Jak pisze Waldemar Ceran (...) Do Wielkiego Pałacu należało jeszcze wiele budowli i pawilonów, z których warto wymienić chociażby: Sigmę, Oktagon, Trikonchę, Pentakubikilum, galerie i portyki oraz stadion Tzykanisterion, gdzie cesarze grali w polo. (...)
W kompleksie stało również wiele obiektów sakralnych. Stały tam, prócz wielu kaplic, liczne kościoły: św. Zofii, św. Demetriusza, Eliasza, św. Sergiusza i Bachusa oraz Piotra i Pawła.

## Zmiana cesarskiej siedziby
Za czasów dynastii Komnenów cesarze przenieśli swoją rezydencję do Pałacu Porfirogenetów w dzielnicy Blacherny, praktycznie na przeciwległym krańcu miasta. Na krótko Pałac znów stał się siedzibą władców za czasów panowania w mieście łacinników (lata 1204–1261). Po powrocie Konstantynopola pod władanie Cesarstwa Bizantyjskiego pałac ponownie opustoszał.